# Nepenthes murudensis
Nepenthes murudensis hay cây nắp ấm Murud là một loài cây nắp ấm nhiệt đới bản địa núi Murud ở Borneo, danh pháp của nó được đặt theo tên núi này.